# Xã King, Quận Tripp, South Dakota
Xã King (tiếng Anh: King Township) là một xã thuộc quận Tripp, tiểu bang Nam Dakota, Hoa Kỳ. Năm 2010, dân số của xã này là 25 người.